# Ederswiler
Ederswiler − miejscowość i gmina w Szwajcarii, w kantonie Jura, w okręgu Delémont. Jedyna niemieckojęzyczna gmina w kantonie.

## Demografia
W Ederswiler mieszka 118 osób. W 2020 roku 5,9% populacji gminy stanowiły osoby urodzone poza Szwajcarią. 